# Aeroporto di La Roche-sur-Yon Les Ajoncs
L'aeroporto nazionale di La-sur-Yon Les Ajoncs (codice IATA: EDM; codice ICAO: LFRI), è un aeroporto di medie dimensioni, situato tra le città di La Roche-sur-Yon e La Ferriere, nella parte occidentale della Francia e nella regione della Loira.

## Struttura e pista
L'aerodromo possiede due piste: 
- In asfalto con orientamento RWY 10/28[2] lunga 1550 metri.
- In erba adatta per il decollo di piccoli aerei con carrello non removibile lunga 900 metri.

Possiede anche di un spiazzo di parcheggio per i velivoli con una serie di stand che vanno dalla A alla E.
L'aeroporto è utilizzato soprattutto per corsi di parapendio e paracadutismo, ma accoglie anche aerei di piccole dimensioni (C25C) di privati e VIP provenienti soprattutto da Parigi Le-Bourget (LBG) e da Saint-Brieuc (SBK). L'aeroporto possiede una torre di controllo e di diversi hangar per la manutenzione dei velivoli.
La Roche-sur-Yon è collegata dalla linea autobus F che collega l'aeroporto a La Roche-sur-Yon.